# Anthurium trifidum
Anthurium trifidum là một loài thực vật có hoa trong họ Ráy (Araceae). Loài này được Oliv. miêu tả khoa học đầu tiên năm 1878.